# Sarvasca
Sarvasca (italià Cervasca, piemontès Servasca) és un municipi italià, situat a la regió del Piemont. L'any 2007 tenia 4.562 habitants. Està situat a la Val Grana, dins de les Valls Occitanes. Limita amb els municipis de Bernès, Caralh, Cuneo, Roccasparvera i Vignolo.

## Administració
| Període | Identitat    | Partit        |
| ------- | ------------ | ------------- |
| 2004-   | Tullio Ponso | Llista cívica |